# Orthotrichia aiema
Orthotrichia aiema är en nattsländeart som beskrevs av Wells 1991. Orthotrichia aiema ingår i släktet Orthotrichia och familjen smånattsländor. Inga underarter finns listade i Catalogue of Life.